# ワイルド・アンガス
ワイルド・アンガス（Wild Angus、本名：Frances Patrick Hoy、1934年10月19日 - 2005年4月21日）は、北アイルランドのプロレスラー。ファーマナ県エニスキレン出身。
英国マットを本拠地に、アメリカやカナダにも参戦。ヨーロッパ流の本格テクニックを持ちながら、ザンバラ髪に髭面という悪相と巨体を武器に、異能派のラフ&パワーファイターとして活躍した。

## 来歴
初期はアンガス・キャンベル（Angus Campbell）を名乗り、スコットランド出身のイアン・キャンベルとの大型タッグで活動。ロンドンでは1960年代にアル・ヘイズやシャチ横内とも対戦した。1968年8月、当時ヨーロッパとの提携ルートを持っていた国際プロレスにワイルド・アンガス（Wild Angus）名義で初来日。8月24日に福岡にてプリンス・クマリと組み、豊登&サンダー杉山のTWWA世界タッグ王座に挑戦している。翌1969年9月の再来日では、フランス出身のスパルタカスをパートナーに、9月11日に岡山にて豊登&ストロング小林のIWA世界タッグ王座に挑戦。同月22日には広島県立体育館において、グレート草津が保持していた英国西部ヘビー級王座にも挑戦した。
1970年代からは北米のマット界にも進出。1971年にはスチュ・ハートが主宰していたカナダ・カルガリーのスタンピード・レスリングにて、8月28日にレス・ソントン、11月6日にビッグ・ジョン・クインを破り、同地区のフラッグシップ・タイトルである北米ヘビー級王座を2回に渡って獲得。クインをはじめマイティ・ウルススやカルロス・ベラフォンテと抗争し、アブドーラ・ザ・ブッチャーとも対戦、タッグではクルト・フォン・ヘスと組んで活躍した。
翌1972年より、アメリカ中西部のカンザスとミズーリをサーキット・エリアとするNWAセントラル・ステーツ地区に参戦。ダニー・リトルベア、オックス・ベーカー、ザ・ストンパー、ルーファス・ジョーンズ、ボブ・スウィータンらとタイトルを争い、ドリー・ファンク・ジュニアのNWA世界ヘビー級王座にも挑戦している。NWAの総本山だったセントルイスのキール・オーディトリアムにも再三出場しており、ビル・ミラー、イワン・コロフ、ハーリー・レイスらと対戦した。
そのグリゴリー・ラスプーチンを思わせる特異な風貌から、1974年にはラスプーチン（Rasputin）のリングネームで太平洋岸北西部のパシフィック・ノースウエスト・レスリングに出現。ダッチ・サベージやロニー・メイン、アンドレ・ザ・ジャイアント、クリス・テイラーとも対戦し、8月10日にはジミー・スヌーカからNWAパシフィック・ノースウエスト・ヘビー級王座を奪取した。
1976年9月には国際プロレスに久々に来日、シリーズ最終戦の10月2日に熊谷にて、ラッシャー木村のIWA世界ヘビー級王座に挑戦。草津&マイティ井上が保持していたIWA世界タッグ王座にも、9月27日に松戸にて、ギル・ヘイズをパートナーに挑戦した。翌1977年の再来日でも、5月13日に大宮にて木村に再度挑戦。IWA世界タッグ王座の新王者チームとなった草津&アニマル浜口にも、5月6日に浜松にて、マスクド・インベーダー（プリティボーイ・アンソニー）を従えて挑戦した。
本拠地の英国では、1978年6月30日にリヴァプールにてヨーロピアン・ヘビー級王座を獲得。同年12月、全日本プロレスの世界最強タッグ決定リーグ戦にビル・ロビンソンの異色のパートナーとしてヨーロッパ代表で出場。前年の世界オープンタッグ選手権ではホースト・ホフマンとの技巧派コンビで参加したロビンソンが、対ブッチャー用の秘密兵器として、ラフファイトに強いアンガスを新しい相棒に選んだという触れ込みだった。ザ・ファンクスを相手に45分時間切れ引き分けに持ち込むなど健闘もしたが、すでに全盛期を過ぎていたために戦績は振るわず、これが最後の来日となった。シリーズ中には、ジャイアント馬場やニック・ボックウィンクルとのシングルマッチも行われている。
キャリア末期の1981年には、同じく英国を代表する大型選手のジャイアント・ヘイスタックスやパット・ローチ、カナダから遠征してきた若手時代のブレット・ハートらと対戦し、オットー・ワンツが主宰していたドイツ・オーストリアのCWAにも出場。1982年の引退後はスコットランドに居住して森林警備員に転身した。2005年4月21日、スコットランドのストランラーにて死去。70歳没。
息子のスティーブ・ケーシー（Steve Casey、1963年 - ）も元プロレスラーで、1987年と1988年に新日本プロレスに通算3回来日している。父親のアンガスとは対照的な正統派テクニシャンのハンサム・ガイだったが、レスラーとして大成することはできなかった。

## 得意技
- ワイルド・スープレックス
- パイルドライバー
- ヨーロピアン・アッパー・カット
- ハングマンズ・ホールド

## 獲得タイトル
スタンピード・レスリング
- カルガリー・スタンピード北米ヘビー級王座：2回 [8]

セントラル・ステーツ・レスリング
- NWAセントラル・ステーツ・ヘビー級王座：1回 [21]
- NWAセントラル・ステーツTV王座：1回 [22]
- NWA北米タッグ王座（セントラル・ステーツ版）：1回（w / ロジャー・カービー） [23]

パシフィック・ノースウエスト・レスリング
- NWAパシフィック・ノースウエスト・ヘビー級王座：1回 [13]

ジョイント・プロモーションズ
- ヨーロピアン・ヘビー級王座：1回 [16]